# Elthusa samariscii
Elthusa samariscii är en kräftdjursart som först beskrevs av Sueo M. Shiino 1951.  Elthusa samariscii ingår i släktet Elthusa och familjen Cymothoidae. Inga underarter finns listade i Catalogue of Life.